# Le Retour de Sandokan
Pour les articles homonymes, voir Sandokan (homonymie).
Le Retour de Sandokan (Il ritorno di Sandokan) est un feuilleton télévisé en coproduction italo-allemande en quatre épisodes de 95 minutes, réalisé par Enzo G. Castellari et diffusé à partir du 6 octobre 1996. Il est la suite du feuilleton germano-italien Sandokan qui fut diffusé à partir de 1976.

## Synopsis
Désormais seul, Sandokan reprend les armes pour lutter contre l'Empire Britannique et aider son amie Surama à garder son trône...

## Fiche technique
- Titre original : Il ritorno di Sandokan
- Titre français : Le Retour de Sandokan
- Réalisateur : Enzo G. Castellari
- Scénaristes : Adriano Bolzoni, Luigi Montefiori
- Production : Guido Lombardo, Anselmo Parrinello
- Pays d'origine :  Italie,  Allemagne
- Langue : anglais
- Nombre d'épisodes : 4 (1 saison)
- Durée : 95 minutes
- Format : Couleur

### Distribution
- Kabir Bedi (VF : Jean-Claude Michel): Sandokan
- Mandala Tayde : Lady Dora Parker
- Fabio Testi : Yanez De Gomera
- Romina Power : Maharani Surama
- Tobias Hoesl (VF : Edgar Givry) : James Guilford
- Randi Ingerman : Yamira
- Mathieu Carrière : Raska
- Vittoria Belvedere : Baba
- Lorenzo Crespi : André De Gomera
- Friedrich von Thun : Lord Parker
- Clive Riche : Alfred Higgins
- Franco Nero : Yogi Azim
- Jackie Basehart : Sir Burton
- Denzil Smith : Village Headman